# (27836) 1994 PQ16
A (27836) 1994 PQ16 a Naprendszer kisbolygóövében található aszteroida. Eric Walter Elst fedezte fel 1994. augusztus 10-én.